# Moto3
Moto3, anteriormente 125cc, é a categoria terciária do Campeonato Mundial de Motovelocidade e o mais antigo Campeonato do Mundo de desportos motorizados – o primeiro ano de competição teve lugar em 1949. É disputado simultaneamente das categorias de MotoGP (que desde 2002 substitui a categoria de cilindrada de 500 cc), e Moto2 (que desde 2010 substituiu a categoria de cilindrada de 250 cc).
O Grand Prix de motovelocidade é o principal campeonato de motociclismo, dividido em três classes: Moto3, Moto2 e MotoGP. As classes anteriores que foram descontinuadas incluem 350cc, 250cc, 125cc, 50cc / 80cc e Sidecar. O Moto3 substituiu a classe de 125cc em 2012. O Moto3 utiliza motores monocilíndricos de 250cc, em oposição aos motores de 125cc usados anteriormente. Os motores têm cilindros únicos, em oposição aos quatro cilindros usados no MotoGP. Moto3 é a classe em que jovens pilotos participam pela primeira vez nas corridas de motos do Grande Prêmio. A idade mínima para um motociclista é de 16 anos e a máxima é de 28 anos. O campeonato mundial de corrida de estrada do Grande Prêmio foi criado em 1949 pelo órgão dirigente do esporte, a Federação Internacional de Motociclismo (FIM), e é o mais antigo campeonato mundial de automobilismo. Cada temporada consiste em 12 a 18 GPs disputados em circuitos fechados, em oposição às vias públicas. Os pontos ganhos nesses eventos contam para o campeonato mundial de pilotos e construtores. O campeonato de pilotos e construtores são campeonatos separados, mas são baseados no mesmo sistema de pontos. O número de pontos conquistados no final de cada corrida entre os 15 melhores classificados depende da sua colocação. Pontos recebidos por cada finalizador, do 1º ao 15º lugar: 25, 20, 16, 13, 11, 10, 9, 8, 7, 6, 5, 4, 3, 2, 1. Historicamente, houve vários sistemas de pontos. Os resultados de todos os GPs atuais contam para os campeonatos; no passado, apenas um certo número de resultados era contado. Ángel Nieto ganhou o maior número de campeonatos, com sete. Loris Capirossi é o mais jovem a vencer o campeonato; ele tinha 17 anos e 165 dias quando ganhou em 1990. Os pilotos italianos venceram o maior número de campeonatos; 14 pilotos venceram um total de 23 campeonatos. Os espanhóis ganharam o segundo mais; 6 pilotos venceram um total de 12 campeonatos. Os pilotos da Grã-Bretanha ganharam o terceiro mais, com quatro pilotos vencendo um total de quatro campeonatos. Nello Pagani venceu o campeonato inaugural em 1949. Nicolas Terol foi o último piloto a vencer o campeonato de 125cc em 2011. O título de Rupert Hollaus em 1954 foi a única vez que um campeão do mundo póstumo foi coroado em qualquer classe nas corridas de moto do Grande Prêmio, pois foi morto antes do final da temporada de 1954. O título de Emilio Alzamora, em 1999, foi a única vez nas corridas de motos de Grande Prêmio que um piloto vence o campeonato sem vencer uma corrida em uma temporada. Sandro Cortese foi o primeiro piloto a vencer o campeonato de Moto3 em 2012. David Alonso é o atual campeão; ele ganhou o campeonato de 2024.

## Campeões
| Ano  | Piloto              | Equipe                          | Construtor | Pneu | Info                |
| ---- | ------------------- | ------------------------------- | ---------- | ---- | ------------------- |
| 1949 | Nello Pagani        | Mondial Moto                    | Mondial    | M    | [ 1 ]               |
| 1950 | Bruno Ruffo         | Mondial Moto                    | Mondial    | C    | [ 2 ]               |
| 1951 | Carlo Ubbiali       | Mondial Moto                    | Mondial    | P    | [ 3 ]               |
| 1952 | Cecil Sandford      | Scuderia MV Agusta              | MV Agusta  | P    | [ 4 ]               |
| 1953 | Werner Haas         | NSU Motorenwerke AG             | NSU        | G    | [ 5 ]               |
| 1954 | Rupert Hollaus      | NSU Motorenwerke AG             | NSU        | M    | [ 6 ]               |
| 1955 | Carlo Ubbiali       | Scuderia MV Agusta              | MV Agusta  | P    | [ 7 ]               |
| 1956 | Carlo Ubbiali       | Scuderia MV Agusta              | MV Agusta  | P    | [ 8 ]               |
| 1957 | Tarquinio Provini   | Mondial Moto                    | Mondial    | P    | [ 9 ]               |
| 1958 | Carlo Ubbiali       | Scuderia MV Agusta              | MV Agusta  | G    | [ 10 ]              |
| 1959 | Carlo Ubbiali       | Scuderia MV Agusta              | MV Agusta  | G    | [ 11 ]              |
| 1960 | Carlo Ubbiali       | Scuderia MV Agusta              | MV Agusta  | G    | [ 12 ]              |
| 1961 | Tom Phillis         | Honda Racing Corporation        | Honda      | G    | [ 13 ]              |
| 1962 | Luigi Taveri        | Honda Racing Corporation        | Honda      | B    | [ 14 ]              |
| 1963 | Hugh Anderson       | Suzuki Motor Corporation        | Suzuki     | B    | [ 15 ]              |
| 1964 | Luigi Taveri        | Honda Racing Corporation        | Honda      | M    | [ 16 ]              |
| 1965 | Hugh Anderson       | Suzuki Motor Corporation        | Suzuki     | B    | [ 17 ]              |
| 1966 | Luigi Taveri        | Honda Racing Corporation        | Honda      | B    | [ 18 ]              |
| 1967 | Bill Ivy            | Graeme Lawrence Autosport       | Yamaha     | M    | [ 19 ]              |
| 1968 | Phil Read           | Intersport Racing               | Yamaha     | M    | [ 20 ]              |
| 1969 | Dave Simmonds       | Kawasaki Heavy Industries       | Kawasaki   | M    | [ 21 ]              |
| 1970 | Dieter Braun        | Suzuki Motor Corporation        | Suzuki     | D    | [ 22 ]              |
| 1971 | Ángel Nieto         | Derbi Racing                    | Derbi      | M    | [ 23 ]              |
| 1972 | Ángel Nieto         | Derbi Racing                    | Derbi      | D    | [ 24 ]              |
| 1973 | Kent Andersson      | Yamaha Factory Racing Team      | Yamaha     | M    | [ 25 ]              |
| 1974 | Kent Andersson      | Yamaha Factory Racing Team      | Yamaha     | D    | [ 26 ]              |
| 1975 | Paolo Pileri        | AGV Pileri Corse                | Morbidelli | B    | [ 27 ]              |
| 1976 | Pier Paolo Bianchi  | Danaher Corporation             | Morbidelli | P    | [ 28 ]              |
| 1977 | Pier Paolo Bianchi  | Danaher Corporation             | Morbidelli | B    | [ 29 ]              |
| 1978 | Eugenio Lazzarini   | Scuderia Morbidelli             | Morbidelli | D    | [ 30 ]              |
| 1979 | Ángel Nieto         | Motori Minarelli                | Minarelli  | D    | [ 31 ]              |
| 1980 | Pier Paolo Bianchi  | Scuderia Morbidelli             | Morbidelli | P    | [ 32 ]              |
| 1981 | Ángel Nieto         | Motori Minarelli                | Minarelli  | M    | [carece de fontes?] |
| 1982 | Ángel Nieto         | Scuderia Garelli                | Garelli    | D    | [ 33 ]              |
| 1983 | Ángel Nieto         | Scuderia Garelli                | Garelli    | G    | [ 33 ]              |
| 1984 | Ángel Nieto         | Scuderia Garelli                | Garelli    | M    | [carece de fontes?] |
| 1985 | Fausto Gresini      | Scuderia Garelli                | Garelli    | Y    | [ 34 ]              |
| 1986 | Luca Cadalora       | Scuderia Garelli                | Garelli    | G    | [ 35 ]              |
| 1987 | Fausto Gresini      | Team Itália                     | Garelli    | Y    | [ 36 ]              |
| 1988 | Jorge Martinez      | Pro Motorsport                  | Derbi      | B    | [ 37 ]              |
| 1989 | Àlex Crivillé       | ADM Motorsport                  | JJ Cobas   | G    | [ 38 ]              |
| 1990 | Loris Capirossi     | AGV Pileri Corse                | Honda      | D    | [ 39 ]              |
| 1991 | Loris Capirossi     | AGV Pileri Corse                | Honda      | D    | [ 40 ]              |
| 1992 | Alessandro Gramigni | Aprilia Unlimited Jeans Racing  | Aprilia    | B    | [ 41 ]              |
| 1993 | Dirk Raudies        | Team Europa Raudies             | Honda      | D    | [ 42 ]              |
| 1994 | Kazuto Sakata       | Siemens Engineering             | Aprilia    | B    | [ 43 ]              |
| 1995 | Haruchika Aoki      | Blumex Rheos Racing             | Honda      | D    | [ 44 ]              |
| 1996 | Haruchika Aoki      | Repsol Racing Team              | Honda      | D    | [ 45 ]              |
| 1997 | Valentino Rossi     | Scuderia Nastro Azzurro         | Aprilia    | D    | [ 46 ]              |
| 1998 | Kazuto Sakata       | UGT 3000 Team                   | Aprilia    | B    | [ 47 ]              |
| 1999 | Emilio Alzamora     | Via Digital Team                | Honda      | D    | [ 48 ]              |
| 2000 | Roberto Locatelli   | Diesel Vasco Rossi Racing       | Aprilia    | B    | [ 49 ]              |
| 2001 | Manuel Poggiali     | Gilera Racing Team              | Gilera     | B    | [ 50 ]              |
| 2002 | Arnaud Vincent      | Imola Circuit Exalt Cycle Race  | Aprilia    | D    | [ 51 ]              |
| 2003 | Dani Pedrosa        | Telefónica MoviStar Junior Team | Honda      | D    | [ 52 ]              |
| 2004 | Andrea Dovizioso    | Kopron Team Scot                | Honda      | D    | [ 53 ]              |
| 2005 | Thomas Lüthi        | Elit Grand Prix                 | Honda      | D    | [ 54 ]              |
| 2006 | Álvaro Bautista     | Aspar Racing Team               | Aprilia    | D    | [ 55 ]              |
| 2007 | Gábor Talmácsi      | Aspar Racing Team               | Aprilia    | D    | [ 56 ]              |
| 2008 | Mike Di Meglio      | Ajo Motorsport                  | Derbi      | D    | [ 57 ]              |
| 2009 | Julián Simón        | Aspar Racing Team               | Aprilia    | D    | [ 58 ]              |
| 2010 | Marc Márquez        | Ajo Motorsport                  | Derbi      | D    | [ 59 ]              |
| 2011 | Nicolás Terol       | Aspar Racing Team               | Aprilia    | D    | [ 60 ]              |
| 2012 | Sandro Cortese      | Ajo Motorsport                  | KTM        | D    | [ 61 ]              |
| 2013 | Maverick Viñales    | Team Calvo                      | KTM        | D    | [ 62 ]              |
| 2014 | Álex Márquez        | Estrella Galicia Racing         | Honda      | D    | [ 63 ]              |
| 2015 | Danny Kent          | Leopard Racing                  | Honda      | D    | [ 64 ]              |
| 2016 | Brad Binder         | Ajo Motorsport                  | KTM        | D    | [ 65 ]              |
| 2017 | Joan Mir            | Leopard Racing                  | Honda      | D    | [ 66 ]              |
| 2018 | Jorge Martín        | Gresini Racing                  | Honda      | D    | [ 67 ]              |
| 2019 | Lorenzo Dalla Porta | Leopard Racing                  | Honda      | D    | [ 68 ]              |
| 2020 | Albert Arenas       | Aspar Racing Team               | KTM        | D    | [ 69 ]              |
| 2021 | Pedro Acosta        | Ajo Motorsport                  | KTM        | D    | [ 70 ]              |
| 2022 | Izan Guevara        | GasGas Aspar Team               | Gas Gas    | D    |                     |
| 2023 | Jaume Masiá         | Leopard Racing                  | Honda      | D    |                     |
| 2024 | David Alonso        | CFMoto Aspar Team               | CFMoto     | P    | [ 71 ]              |

## Estatísticas

### Títulos por piloto
| Piloto              | Total | Títulos                                  |
| ------------------- | ----- | ---------------------------------------- |
| Ángel Nieto         | 7     | 1971, 1972, 1979, 1981, 1982, 1983, 1984 |
| Carlo Ubbiali       | 6     | 1951, 1955, 1956, 1958, 1959, 1960       |
| Luigi Taveri        | 3     | 1962, 1964, 1966                         |
| Pier Paolo Bianchi  | 3     | 1976, 1977, 1980                         |
| Hugh Anderson       | 2     | 1963, 1965                               |
| Kent Andersson      | 2     | 1973, 1974                               |
| Fausto Gresini      | 2     | 1985, 1987                               |
| Loris Capirossi     | 2     | 1990, 1991                               |
| Haruchika Aoki      | 2     | 1995, 1996                               |
| Kazuto Sakata       | 2     | 1994, 1998                               |
| Nello Pagani        | 1     | 1949                                     |
| Bruno Ruffo         | 1     | 1950                                     |
| Cecil Sandford      | 1     | 1952                                     |
| Werner Haas         | 1     | 1953                                     |
| Rupert Hollaus      | 1     | 1954                                     |
| Tarquinio Provini   | 1     | 1957                                     |
| Tom Phillis         | 1     | 1961                                     |
| Bill Ivy            | 1     | 1967                                     |
| Phil Read           | 1     | 1968                                     |
| Dave Simmonds       | 1     | 1969                                     |
| Dieter Braun        | 1     | 1970                                     |
| Paolo Pileri        | 1     | 1975                                     |
| Eugenio Lazzarini   | 1     | 1978                                     |
| Luca Cadalora       | 1     | 1986                                     |
| Jorge Martinez      | 1     | 1988                                     |
| Àlex Crivillé       | 1     | 1989                                     |
| Alessandro Gramigni | 1     | 1992                                     |
| Dirk Raudies        | 1     | 1993                                     |
| Valentino Rossi     | 1     | 1997                                     |
| Emilio Alzamora     | 1     | 1999                                     |
| Roberto Locatelli   | 1     | 2000                                     |
| Manuel Poggiali     | 1     | 2001                                     |
| Arnaud Vincent      | 1     | 2002                                     |
| Dani Pedrosa        | 1     | 2003                                     |
| Andrea Dovizioso    | 1     | 2004                                     |
| Thomas Lüthi        | 1     | 2005                                     |
| Álvaro Bautista     | 1     | 2006                                     |
| Gábor Talmácsi      | 1     | 2007                                     |
| Mike Di Meglio      | 1     | 2008                                     |
| Julián Simón        | 1     | 2009                                     |
| Marc Márquez        | 1     | 2010                                     |
| Nicolás Terol       | 1     | 2011                                     |
| Sandro Cortese      | 1     | 2012                                     |
| Maverick Viñales    | 1     | 2013                                     |
| Álex Márquez        | 1     | 2014                                     |
| Danny Kent          | 1     | 2015                                     |
| Brad Binder         | 1     | 2016                                     |
| Joan Mir            | 1     | 2017                                     |
| Jorge Martín        | 1     | 2018                                     |
| Lorenzo Dalla Porta | 1     | 2019                                     |
| Albert Arenas       | 1     | 2020                                     |
| Pedro Acosta        | 1     | 2021                                     |
| Izan Guevara        | 1     | 2022                                     |
| Jaume Masiá         | 1     | 2023                                     |
| David Alonso        | 1     | 2024                                     |

### Títulos por país
| Pilotos       | Total | Títulos |
| ------------- | ----- | --- |
| Itália        | 24    | 1949, 1950, 1951, 1955, 1956, 1957, 1958, 1959, 1960 ,1975, 1976, 1977, 1978, 1980, 1985, 1986, 1987, 1990, 1991, 1992, 1997, 2000, 2004, 2019 |
| Espanha       | 23    | 1971, 1972, 1979, 1981, 1982, 1983, 1984, 1988, 1989, 1999, 2003, 2006, 2009, 2010, 2011, 2013, 2014, 2017, 2018, 2020, 2021, 2022, 2023       |
| Inglaterra    | 6     | 1952, 1967, 1968, 1969, 1993, 2015 |
| Suíça         | 4     | 1962, 1964, 1966, 2005 |
| Japão         | 4     | 1994, 1995, 1996, 1998 |
| Alemanha      | 3     | 1953, 1970, 2012 |
| Nova Zelândia | 2     | 1963, 1965 |
| Suécia        | 2     | 1973, 1974 |
| França        | 2     | 2002, 2008 |
| Áustria       | 1     | 1954 |
| San Marino    | 1     | 2001 |
| Austrália     | 1     | 1961 |
| Hungria       | 1     | 2007 |
| África do Sul | 1     | 2016 |
| Colômbia      | 1     | 2024 |

### Títulos por construtor
| Construtor | Total | Títulos |
| ---------- | ----- | --- |
| Honda      | 19    | 1961, 1962, 1964, 1966, 1990, 1991, 1993, 1995, 1996, 1999, 2003, 2004, 2005, 2014, 2015, 2017, 2018, 2019, 2023 |
| Aprilia    | 10    | 1992, 1994, 1997, 1998, 2000, 2002, 2006, 2007, 2009, 2011                                                       |
| Garelli    | 6     | 1982, 1983, 1984, 1985, 1986, 1987                                                                               |
| MV Agusta  | 6     | 1952, 1955, 1956, 1958, 1959, 1960                                                                               |
| Morbidelli | 5     | 1975, 1976, 1977, 1978, 1980                                                                                     |
| Derbi      | 5     | 1971, 1972, 1988, 2008, 2010                                                                                     |
| KTM        | 5     | 2012, 2013, 2016, 2020, 2021                                                                                     |
| Yamaha     | 4     | 1967, 1968, 1973, 1974                                                                                           |
| Mondial    | 4     | 1949, 1950, 1951, 1957                                                                                           |
| Suzuki     | 3     | 1963, 1965, 1970                                                                                                 |
| Minarelli  | 2     | 1979, 1981 |
| NSU        | 2     | 1953, 1954 |
| Kawasaki   | 1     | 1969 |
| JJ Cobas   | 1     | 1989 |
| Gilera     | 1     | 2001 |
| Gas Gas    | 1     | 2022 |
| CFMoto     | 1     | 2024 |

### Títulos por equipe
| Equipe                          | Total | Títulos                                  |
| ------------------------------- | ----- | ---------------------------------------- |
| Aspar Racing Team               | 7     | 2006, 2007, 2009, 2011, 2020, 2022, 2024 |
| Scuderia MV Agusta              | 6     | 1952, 1955, 1956, 1958, 1959, 1960       |
| Scuderia Garelli                | 5     | 1982, 1983, 1984, 1985, 1986             |
| Ajo Motorsport                  | 5     | 2008, 2010, 2012, 2016, 2021             |
| Mondial Moto                    | 4     | 1949, 1950, 1951, 1957                   |
| Honda Racing Corporation        | 4     | 1961, 1962, 1964, 1966                   |
| Leopard Racing                  | 4     | 2015, 2017, 2019, 2023                   |
| AGV Pileri Corse                | 3     | 1975, 1990, 1991                         |
| Suzuki Motor Corporation        | 3     | 1963, 1965, 1970                         |
| Danaher Corporation             | 2     | 1976, 1977                               |
| Scuderia Morbidelli             | 2     | 1978, 1980                               |
| Motori Minarelli                | 2     | 1979, 1981                               |
| NSU Motorenwerke AG             | 2     | 1953, 1954                               |
| Derbi Racing                    | 2     | 1971, 1972                               |
| Yamaha Factory Racing Team      | 2     | 1973, 1974                               |
| Graeme Lawrence Autosport       | 1     | 1967                                     |
| Intersport Racing               | 1     | 1968                                     |
| Kawasaki Heavy Industries       | 1     | 1969                                     |
| Gresini Racing                  | 1     | 2018                                     |
| Estrella Galicia Racing         | 1     | 2014                                     |
| Team Itália                     | 1     | 1987                                     |
| Pro Motorsport                  | 1     | 1988                                     |
| ADM Motorsport                  | 1     | 1989                                     |
| Aprilia Unlimited Jeans Racing  | 1     | 1992                                     |
| Team Europa Raudies             | 1     | 1993                                     |
| Team Calvo                      | 1     | 2013                                     |
| Siemens Engineering             | 1     | 1994                                     |
| Blumex Rheos Racing             | 1     | 1995                                     |
| Repsol Racing Team              | 1     | 1996                                     |
| Scuderia Nastro Azzurro         | 1     | 1997                                     |
| UGT 3000 Team                   | 1     | 1998                                     |
| Via Digital Team                | 1     | 1999                                     |
| Diesel Vasco Rossi Racing       | 1     | 2000                                     |
| Gilera Racing Team              | 1     | 2001                                     |
| Imola Circuit Exalt Cycle Race  | 1     | 2002                                     |
| Telefónica MoviStar Junior Team | 1     | 2003                                     |
| Kopron Team Scot                | 1     | 2004                                     |
| Elit Grand Prix                 | 1     | 2005                                     |

### Títulos por pneu
| # | Pneu        | Total | Títulos |
| - | ----------- | ----- | --- |
| D | Dunlop      | 35    | 1970, 1972, 1974, 1978, 1979, 1982, 1990, 1991, 1993, 1995, 1996, 1997, 1999, 2002, 2003, 2004, 2005, 2006, 2007, 2008, 2009, 2010, 2011, 2012, 2013, 2014, 2015, 2016, 2017, 2018, 2019, 2020, 2021, 2022, 2023 |
| B | Bridgestone | 12    | 1962, 1963, 1965, 1966, 1975, 1977, 1988, 1992, 1994, 1998, 2000, 2001 |
| M | Michelin    | 10    | 1949, 1954, 1964, 1967, 1968, 1969, 1971, 1973, 1981, 1984 |
| G | Goodyear    | 8     | 1953, 1958, 1959, 1960, 1961, 1983, 1986, 1989 |
| P | Pirelli     | 8     | 1951, 1952, 1955, 1956, 1957, 1976, 1980, 2024 |
| Y | Yokohama    | 2     | 1985, 1987 |
| C | Continental | 1     | 1950 |

## Transmissão pela TV para o Brasil

### TV Aberta
A primeira TV brasileira a exibir o Mundial foi a Rede Globo, que em 1987, na volta do Esporte Espetacular, colocou os “melhores momentos” com 18 minutos de duração do GP do Japão.  A partir da etapa seguinte, a Globo firmou parceria com a produtora de eventos PROMESP e transmitiu o restante da temporada.
A narração inicialmente foi feita por Galvão Bueno, posteriormente repassada para Cléber Machado e Eduardo Moreno. Os comentários ficavam por conta de Reginaldo Leme.
A Globo deu continuidade ao projeto, transmitindo a categoria de 1988 a 1995. Já entre os anos de 1996 a 1998, o campeonato foi transmitido pela Band, e em 1999 a Motovelocidade voltou para a TV Globo, onde permaneceu até 2003, quando a categoria saiu da TV aberta e desde então está sem transmissão.

### TV por Assinatura
Na TV fechada, desde a volta ao Grupo Globo em 1999 o SporTV também começou a transmitir a categoria. Inicialmente Sérgio Maurício era o responsável pela narração, e Rodrigo Mattar fazia os comentários. Posteriormente Guto Nejaim e Fausto Macieira assumiram o comando em 2010, ficando como titulares da casa na categoria até o final do contrato em 2020
Em 2020, após negociar com a Band, a Dorna fecha com a Rio Motorsport, que repassou os direitos de transmissão para a Fox Sports Brasil, que estreia na competição em solo brasileiro. Téo José é o responsável pela narração e Edgard Mello Filho fica com os comentários